# Arbeitskreis Evangelischer Unternehmer
Der Arbeitskreis Evangelischer Unternehmer in Deutschland e. V. (aeu) mit Sitz in Berlin ist ein Netzwerk evangelischer Unternehmer sowie Führungskräfte, das nach eigenem Verständnis die Verantwortung der Wirtschaft für Kirche und Gesellschaft fördert.

## Geschichte
Der aeu wurde 1966 durch den evangelischen Textilunternehmer Walter Albert Bauer mitgegründet und verstand sich zunächst als ein durchaus kritisches Gegenüber zu den kirchlichen Arbeitnehmerverbänden und den Ämtern für Industrie- und Sozialarbeit der Kirchen. Heute versteht er sich als Brücke zwischen Kirche und Wirtschaft und ist ein Kooperationspartner der evangelischen Kirche.

## Struktur
Der aeu wird von einem Vorstand geführt. Vorsitzender ist Friedhelm Wachs. Die Geschäftsstelle des aeu befindet sich in Berlin; hauptamtlicher Geschäftsführer ist Peter Friedrich.
Die bundesweit eigenständig und ehrenamtlich organisierten Regionalgruppen werden jeweils von theologischen Beratern begleitet, die Seelsorger und zugleich Schnittstelle zur jeweiligen Evangelischen Landeskirche sind. Auch auf der Bundesebene wird der aeu von einem theologischen Berater begleitet.
Der aeu kooperiert u. a. mit dem Bund Katholischer Unternehmer.